# Федір Лебедєв
Федір Лебедєв (13 квітня, 1872, Рязанська губернія, Російська імперія — 10 березня 1918, Пенза, Російська Федерація) — єпископ Відомства православного сповідання Російської імперії з титулом «Прилуцький, вікарій Полтавської єпархії».

## Життєпис
Народився 1 квітня 1872 в родині священника Рязанської губернії.
У 1888 закінчив Рязанське духовне училище за першим розрядом.
У 1894 закінчив Рязанську духовну семінарію за першим розрядом і призначений вчителем співу в Скопинське духовне училище.
З 1896 — наглядач Сапожківського духовного училища.
У 1904 закінчив Казанську духовну академію зі ступенем кандидата богослов'я з правом викладання в семінарії.
Пострижений в чернецтво, висвячений на ієромонаха і призначений помічником доглядача Краснослобідського духовного училища.
З 1906 — доглядач того ж училища.
З 1908 — ректор Астраханської духовної семінарії в сані архімандрита.
8 травня 1911 у Свято-Троїцькому соборі Олександро-Невської лаври в Санкт-Петербурзі хіротонізований на єпископа Сумського, вікарія Харківської єпархії.
З 14 травня 1916 — єпископ Старобільський, вікарій Харківської єпархії.
З 16 жовтня 1917 — єпископ Прилуцький, вікарій Полтавської єпархії.
Призначений тимчасовим керуючим Пензенською єпархією замість зміщеного єпископа Володимира Путяти.
У лютому 1918 прибув до Пензи для боротьби з так званою «народною» церквою, яку організував у Пензі позбавлений сану Володимир Путята. Останній на той час заручився в Пензі підтримкою значної частини прихильників.
3 березня 1918 «володимирівці» організували «народні збори», які обрали єпархіальним архієреєм Володимира Путяту. Прямо зі зборів Путята з «групою підтримки» попрямував до собору, де єпископ Федір здійснював вечірню службу. Після її закінчення Путятою була розіграна сцена, покликана показати, кого на ділі хочуть собі під владики віруючі.
Коли Федір спробував прийти до собору, то «володимирівці», що чатували тут схопили його під руки, посадили в приготовану заздалегідь для цього тачку і з вигуками викотили його в тачці із собору довгою папертю на площу .
На 8 березня 1918 був ще живий і помер, ймовірно, в найближий тиждень — 10 березня 1918.